# Cantó de Castèthnau de Manhoac
El cantó de Castèthnau de Manhoac és un cantó francès del departament dels Alts Pirineus, enquadrat al districte de Tarbes. Té 29 municipis i el cap cantonal és Castèthnau de Manhoac.

## Municipis
- Ariés e Espenan
- Arnèr
- Barta
- Bajordan
- Bèthvéser
- Bèthpoi
- Campudan
- Castèthnau de Manhoac
- Casterés
- Cauvós
- Cidòs
- Devesa
- Gaussan
- Guiseric
- Haishan
- La Lana
- Laran
- L'Arròca
- Eras Salas
- Montlion
- Montlong
- Organ
- Peiret
- Eth Poi
- Puntós
- Sariac
- Tèrmes
- Viudòs
- Vilameur

## Història
| Data d'elecció                           | Identitat       | Partit | Qualitat |
| ---------------------------------------- | --------------- | ------ | -------- |
| 1988-                                    | Bernard Verdier | PRG    |          |
| les dades anteriors no són pas conegudes |                 |        |          |
|                                          |                 |        |          |

## Demografia
| 1962  | 1968  | 1975  | 1982  | 1990  | 1999  | 2006  |
| ----- | ----- | ----- | ----- | ----- | ----- | ----- |
| 4.820 | 4.565 | 4.236 | 3.887 | 3.582 | 3.411 | 3.534 |